# محمد موسى (لاعب كرة قدم سوداني)
محمد موسى محمد عبد الله (1990 - ) هو لاعب كرة قدم سوداني في مركز الوسط، شارك في كأس الأمم الأفريقية 2012. وشارك مع منتخب السودان لكرة القدم. أما مع النوادي، فقد لعب مع النادي العربي ونادي أم صلال ونادي الدحيل ونادي السد.

## وصلات خارجية
- محمد موسى على موقع قاعدة بيانات كرة القدم.إي يو (الإنجليزية)
- محمد موسى على موقع ناشيونال فوتبول تيمز (الإنجليزية)